# أنطون شوارتز
أنطون شوارتز (بالإنجليزية: Anton Schwartz)‏ هو معلم موسيقى أمريكي، ولد في 16 يوليو 1967.

## وصلات خارجية
- الموقع الرسمي
- أنطون شوارتز على موقع ميوزك برينز (الإنجليزية)
- أنطون شوارتز على موقع أول ميوزيك (الإنجليزية)
- أنطون شوارتز على موقع ديسكوغز (الإنجليزية)